# Vincenzo Morello
Vincenzo Morello, noto anche con lo pseudonimo di Rastignac (Bagnara Calabra, 10 luglio 1860 – Roma, 30 marzo 1933), è stato un giornalista e politico italiano. Fu senatore del Regno d'Italia nella XXVI legislatura.

## Biografia
Laureatosi a Napoli in giurisprudenza nel 1883, si esercita per qualche anno nell'avvocatura in terra natale, indi ritorna nella metropoli partenopea chiamato da Rocco de Zerbi a collaborare al quotidiano Il Piccolo, da questi diretto. Un'aspra polemica, dal punto di vista della Destra, contro il repubblicano Giovanni Bovio, gli apre intanto le porte del prestigioso Corriere di Roma, monopolizzato dal binomio Matilde Serao-Edoardo Scarfoglio, il cui esempio formativo, non soltanto a livello giornalistico, resta decisivo nella vita e nell'opera dell'Autore. Durante il 1887, sempre a Roma diventa collaboratore fisso del quotidiano La Tribuna (all'epoca il giornale più diffuso nel centro-sud), sul quale si avvia a firmare i propri articoli col nome d'arte «Rastignac» di balzacchiana memoria, inaugurando uno stile che lo accompagnerà nel fortunato prosieguo dell'attività pubblicistica. Il 1890 viene nominato direttore del nuovo settimanale La Tribuna illustrata (passato alla storia come il primo periodico illustrato italiano) e ne coordina editorialmente otto uscite. Nell'aprile 1900 accetta la direzione del nuovo quotidiano palermitano L'Ora,che tiene sino al 1902, quando torna a La Tribuna.
Coltiva fin da giovane un'assidua amicizia con D'Annunzio, cui lo avvicina anche un identico disprezzo per la politica giolittiana ed un'intensa propensione mediatica all'ascesa sociale, che gli fa prescegliere lo pseudonimo di Rastignac.
Nominato senatore il 19 aprile 1923, il giorno successivo fu incluso nella neonata commissione per le celebrazioni del Natale di Roma. 
Durante le testimonianze all'Alta corte di giustizia per il delitto Matteotti, fu chiamato a deporre circa i contenuti di un colloquio con Aldo Finzi, di cui cercò invano di propiziare una riconciliazione con Benito Mussolini.
Dal 1926 rivestì la carica di commissario della SIAE. Tra il 1926 e il 1927 diresse il quotidiano milanese Il Secolo, ormai del tutto fascistizzato dopo l'uscita di Missiroli durante il 1923. 
L'adesione di Morello al Fascismo ebbe, tuttavia, un profondo quanto rapido ripensamento, che lo indusse nell'aprile 1930 alle dimissioni dal Partito. Fermo anticlericale, era affiliato alla massoneria, nel suo ultimo libro, Il Conflitto dopo la Conciliazione (Bompiani ed., 1932), condanna le concessioni concordatarie mussoliniane alla politica ecclesiale, specie in merito educativo; concessioni che darebbero, più direttamente, al clericalismo una indebita chance di facile intromissione in ogni ulteriore ambito istituzionale laico.